# ولکام تراست
ولکام تراست (انگلیسی: Wellcome Trust) شرکت فناوری بریتانیایی است، که در سال ۱۹۳۶ توسط هنری ولکام تأسیس شد.